# Гряды Смирнова
Гряды Смирнова — система линейно вытянутых возвышенностей, характеризующихся относительно гладкими очертаниями вершин и склонов (гряд) на Луне. Расположена на 27,3° с. ш. 25,3° в. д. в восточной части Моря Ясности. Она длиной в 222 километра, а названа была Международным астрономическим союзом в честь русского геолога Сергея Смирнова в 1976 году.
К грядам Смирнова примыкает небольшой кратер Вери. Гряды Листера являются примерно параллельными грядам Смирнова, находясь южнее. Гряды Альдрованди также являются параллельными грядам Смирнова, при этом располагаясь восточнее.
Вместе с грядами Листера и грядами Николя образует Змеиный хребет.